# Санкт-Петербургский археологический институт
Императорский Санкт-Петербургский Археологический институт — российское научное и учебное учреждение для подготовки археологов и архивистов, действовавшее в Санкт-Петербурге в 1877—1922 годах.

## История
Основан в 1877 году по инициативе Н. В. Калачова, который и стал его первым директором. Срок обучения составлял 2 года. Принимались лица с высшим образованием, плату за обучение (до 1899 года) не вносили; более того, нуждающимся даже выделялось пособие. Возникнув как частное заведение и, завися от количества вольнослушателей, институт не мог предоставить своим студентам постоянную практику по архивоведению. В отличие от Московского археологического института, Санкт-Петербургский изначально готовил только археографов и архивистов, а институт в Москве — ещё и профессиональных археологов. Окончившие курс получали звание действительного члена института либо члена-сотрудника (вольнослушатели). В первое десятилетие существования в институте обучалось 182 чел., из них: 109 слушателей и 73 вольнослушателя. За этот период всего 31 студент сумел успешно пройти полный двухлетний курс обучения и сдать выпускные испытания; из них было 24 действительных членов и 7 членов-сотрудников. Примечательно, что в отдельные годы в стенах Санкт-Петербургского археологического института среди студентов было до трети выпускников средних и высших духовных заведений. Так, в 1897—1898 уч. г. среди 148 слушателей 47 имели высшее образование, полученное в Санкт-Петербургской духовной академии.
Положение 1899 года разделило все предметы на основные и неосновные. К основным были отнесены: славяно-русская археография, славяно-русская палеография, архивоведение, первобытная археология (в особенности русская), христианская археология (памятники искусства, особенно византийские и русские), юридические древности, историческая география и этнография России, нумизматика (особенно русская), дипломатика. Неосновными предметами, которые слушать было необязательно, стали польско-литовские древности, греческая и латинская палеография. Положение также разрешало институту с ведома Министерства народного просвещения открывать «чтения и по другим отраслям древневедения». Кроме того, по Положению 1899 года, для вольнослушателей была введена плата за обучение в размере 30 рублей. Впоследствии плата за обучение была введена для всех, а Совет получил право устанавливать размер платы за обучение. К этому времени в институте обучалось около 1000 студентов. С открытием (в 1907 г.) археологического института в Москве, число обучающихся снизилось вдвое, в 1910—1911 уч. г. — 526 чел..
Институт издавал «Сборник Археологического института» (1878—1898) и «Вестник археологии и истории» (1885—1918).
С 1878 года читал курс юридических древностей В. И. Сергеевич. Лекции по архивоведению читал И. Е. Андреевский, который был директором института в 1885—1891 гг. После его смерти курс Андреевского стал преподавать выпускник института А. П. Воронов. В 1891—1896 годах директором был А. Н. Труворов, а с 1897 года — А. И. Соболевский, одновременно читавший лекции по славяно-русской палеографии. В дальнейшем директорами были Н. В. Покровский (1899—1917), Н. И. Веселовский (1917—1918) и С. Ф. Платонов (1918—1922). Лекции по славянской палеографии с 1900 года читал Н. М. Каринский. С 1914 года лекции по исторической географии, вместо С. М. Середонина, стал читать А. А. Спицын.
В 1922 году был преобразован в Отделение археологии и истории искусств факультета общественных наук Петроградского университета. Помещался на 9-й линии Васильевского Острова, 37/2, затем на Екатерининском канале, 14.